# グアム無差別殺傷事件
グアム無差別殺傷事件（グアムむさべつさっしょうじけん）は、2013年2月12日にグアム島タモン地区で発生した無差別殺傷事件。

## 概要
2013年2月12日午後10時20分（日本時間同9時20分）ごろ、グアム島の繁華街タモン地区で地元に住む犯行時21歳のチャド・ライアン・デソトが運転する車で暴走し通行人をはね、商店の壁に激突。その後、周囲にいた人々を刃物で無差別に襲撃し、親族の結婚式や観光などで訪れていた、現場に居合わせた日本人3人が犠牲になり、生後8か月の乳児や3歳児を含む11人が負傷した。

## 犯人
チャド・ライアン・デソトはグアムで生まれ、2009年に両親が離婚して以来、祖母と母の3人で暮らしていた。デソトは地元の高校に通っていたとき友人らと共に映画を制作。自ら出演したその映画は2011年のグアム国際映画祭に出品され、マリアナ諸島製作部門で優秀賞を受賞している。
しかし事件の4ヶ月前、高校の時から付き合っていた彼女がアメリカ本土へ引っ越すことになり、事件の1ヶ月前には働いていた写真スタジオをクビになり、この頃からデソトの様子がおかしくなったという。
逮捕後には「最初は車で、次にナイフで、できるだけ多くの人を傷つけてやろうと思った」と警察に語っている。

## 裁判
2014年9月25日、日本人観光客3人が死亡し11人が負傷した無差別殺傷事件で、グアム高裁は加重殺人などの罪で8月4日の陪審で有罪評決を受けていた被告に対し、死刑制度がないグアムでは最も重い量刑である仮釈放なしの終身刑を言い渡した。
被告側は精神疾患を理由に無罪を主張していたが、アニタ・スコラ判事は、「法廷で被告の口から後悔の念が述べられることはなかった。被告が強調していたのは精神疾患のことばかりだ」と指摘。刑務所に収監しなければ、被告はさらに多くの犯罪に手を染める可能性が高いと判決理由を述べた。